# Les Enquêtes d'Edmund Bell
Pour les articles homonymes, voir Bell.
 (février 2012).
Si vous disposez d'ouvrages ou d'articles de référence ou si vous connaissez des sites web de qualité traitant du thème abordé ici, merci de compléter l'article en donnant les références utiles à sa vérifiabilité et en les liant à la section « Notes et références ».
Les Enquêtes d'Edmund Bell est une série de bande dessinée d'aventure policière belge, adaptée des nouvelles fantastico-policières de John Flanders, scénarisée par Jacques Stoquart de 1986 à 1988 et par Martin Lodewijk de 1989 à 1993, et dessinée par René Follet de 1986 à 1990 et par Wilbur Duquesnoy en 1993. Seul le premier tome a été publié dans le magazine Spirou en 1986[réf. nécessaire].

## Histoire
Edmund Bell est un jeune détective adolescent, vivant dans l'Empire britannique de la fin du XIXe siècle.

## Commentaires
Apparu entre 1937 et 1938 dans la revue Bravo, le personnage a été imaginé par l'écrivain belge, John Flanders, écrivant — en néerlandais — une dizaine de ses aventures sous forme de nouvelles. Mais également cinq scénarios de bande dessinée en texte seul — en néerlandais aussi – mis en image par le peintre expressionniste gantois Frits van den Berghe, sauf que la dernière aventure, celle de Mysteras, est restée inachevée :
1. De man met het witte aangezicht (L'homme au visage blanc) - 1937
2. De IJzeren Tempel (Le temple de fer) - 1937
3. Het Geheim van Hawk Manor (le secret de Hawk Manor) - 1938
4. Het Mysterie van de witte tijger (Le mystère du tigre blanc) - 1938
5. Mysteras (Mystères) - 1938 [inachevé]

En 1986, Jacques Stoquart et René Follet reprennent quelques aventures du jeune détective qui avaient jadis paru en texte seul en albums avec succès.
Alors remplacé par Wilbur Duquesnoy en 1992, René Follet a déclaré que le scénariste, Martin Lodewijk, s'éloignait trop de l'univers de John Flanders.

## Magazine

### Spirou
- Le Diable au cou (1986, du no 2536 au no 2539)

## Albums

### Claude Lefrancq Éditeur
1. Le Diable au cou (février 1987) N° 13 de la collection BDétectives
2. La Nuit de l'araignée	(février 1988) N° 18 de la collection BDétectives
3. L'Ombre rouge (février 1989) N° 0 de la collection BDétectives
4. L'Ombre noire (février 1990) N° 5 de la collection BDétectives
5. Le Train fantôme (janvier 1993) N° 23 de la collection BDétectives

Claude Lefrancq Éditeur et Diffusion Néo avaient déjà publié à tirage limité les livres illustrés par René Follet de John Flanders : en 1985 l'Elève invisible et en 1987 L'Ombre rouge et autres enquêtes d'Edmund Bell dans sa Collection Contes et récits illustrés.